# Éva Székely
Éva Székely (Budapest, 3 aprile 1927 – Budapest, 29 febbraio 2020) è stata una nuotatrice ungherese.

## Biografia
Specializzata nella rana, vinse la medaglia d'oro nei 200 m ai Giochi olimpici di Helsinki 1952; quattro anni più tardi, a Melbourne 1956 arrivò seconda nella stessa gara, dietro a Ursula Happe.
Nel 1976 fu inserita nella International Swimming Hall of Fame, la Hall of Fame internazionale del nuoto.
Fu primatista mondiale sulle distanze dei 100 m rana, 400 m misti e delle staffette 4x100 m sl e 4x100 m misti.
Quando non era impegnata nell'attività agonista svolgeva la professione di farmacista.

## Palmarès
- Olimpiadi
  - Helsinki 1952: oro nei 200 m rana.
  - Melbourne 1956: argento nei 200 m rana.
- Europei di nuoto
  - 1947 - Montecarlo: argento nei 200 m rana.